# Latimer (Iowa)
Latimer é uma cidade localizada no estado americano de Iowa, no Condado de Franklin.

## Demografia
Segundo o censo americano de 2000, a sua população era de 535 habitantes.
Em 2006, foi estimada uma população de 550, um aumento de 15 (2.8%).

## Geografia
De acordo com o United States Census Bureau tem uma área de
6,1 km², dos quais 6,1 km² cobertos por terra e 0,0 km² cobertos por água. Latimer localiza-se a aproximadamente 378 m acima do nível do mar.

## Localidades na vizinhança
O diagrama seguinte representa as localidades num raio de 16 km ao redor de Latimer.